# Nom des personnes physiques en droit français
Pour les articles homonymes, voir Nom (homonymie).
Pour des articles plus généraux, voir Histoire de l'état civil en France et Nom (droit).
Le nom d'une personne physique en France est l'appellation qui sert à la désigner dans la vie sociale. Protégé par le droit positif, il comprend officiellement le nom (de famille ou d'usage) et les prénoms. Peuvent s’y ajouter d’autres appellations (pseudonyme, titre nobiliaire…).

## Le nom
Dans son acception stricte, le nom d'une personne est son nom de famille reçu à la naissance, généralement patronyme ou matronyme, ou le nom d'usage qu'elle peut se choisir à partir du nom de ses parents ou de son conjoint.

### Le nom de famille
Le nom de famille est choisi par les parents à la naissance (nom de naissance). Ce peut être le nom de famille de l'un des parents ou deux noms de famille accolés (dans la limite d'un par parent). Le nom doit être le même pour les membres d’une même fratrie.
Il se peut que le lien de filiation soit inconnu et dans ce cas, le nom lui est attribué par voie administrative (l'officier d'état-civil choisit trois prénoms, le dernier faisant office de nom de famille) ou par voie judiciaire. Si par la suite, la filiation vient à être établie, ce nom sera remplacé par le nom du parent à l’égard duquel la filiation est établie. Dans ce cas, le nom qui lui avait été attribué redevient un simple prénom. Si l’enfant fait l’objet d’une adoption, l’enfant reçoit le nom de l’adoptant. Il faut tout de même ajouter que lorsque le nom de la mère de l’enfant est indiqué au moment de la déclaration de naissance, c’est ce nom que l’enfant porte.
Lors de l'établissement du second lien de filiation, il est possible de modifier le nom à l'état-civil sur déclaration conjointe des deux parents. Le nouveau nom choisi peut être soit celui du parent à l'égard duquel la filiation a été établie en second lieu, soit une combinaison du nom de chacun des deux parents.
En matière d’attribution du nom, on ne distingue plus selon la qualité de la filiation.

### Le nom d’usage
Il s’agit de la possibilité pour une personne de porter un nom qu’elle n’a pas acquis selon les règles d’acquisition du nom. Il peut être utilisé dans deux cas. Le premier résulte d’une règle coutumière : la possibilité pour la femme mariée d’utiliser le nom de son mari (le mari ayant le même droit) en le substituant à son nom de naissance ou en l'accolant au sien. L’autre cas résulte de la loi du 23 décembre 1985 qui donne à toute personne le droit de porter le nom de celui de ses parents qui ne lui a pas été transmis, en l'accolant à son nom de famille en première ou seconde position à son choix.

#### Nom du conjoint
Le mariage n’entraîne pas changement de nom pour les époux. Dans tous les actes publics, une personne mariée est toujours désignée sous son nom de naissance, éventuellement suivi de « époux/épouse… » ou de « veuf/veuve… ». Mais il est couramment admis dans l'usage que le nom de son conjoint peut se substituer à son nom de naissance ou l'accoler au sien dans le sens que l'intéressé(e) désire.
Un époux n’a aucune obligation d’utiliser le nom de son conjoint et ce dernier ne peut absolument pas l’y contraindre. Un époux peut utiliser le nom de son conjoint sans que ce dernier puisse s'y opposer. Si l’époux utilise le nom de son conjoint dans l’intention de nuire, il peut saisir le juge pour lui retirer ce droit.
Contrairement à une idée reçue, la femme n'est pas obligée de prendre le nom de son mari. L'article 225-1 du Code civil est neutre quant à sa formulation offrant la possibilité à l'un ou l'autre des époux sans distinction de sexe.

##### Après la dissolution du mariage
Cela dépend du mode de dissolution du mariage pour provenir d'un décès ou d'un divorce.

###### Dissolution pardécès
On admet que le conjoint survivant conserve l'usage du nom du défunt, du moins tant qu’il n’y a pas remariage.

###### Dissolution pardivorce
En cas de divorce chaque époux perd l’usage du nom de son ex-conjoint (article 264 du Code civil, al. 2). Exceptions :
- autorisation de l’ex-conjoint ;
- même à défaut d’accord, un époux peut continuer à utiliser le nom de l’ex-époux par autorisation du juge s’il y a un intérêt particulier pour l'époux (ex : profession libérale avec clientèle) ou pour les enfants.

Annexe : en cas de séparation de corps le mariage n’est pas dissous, chacun des époux conserve le droit d’user du nom de l’autre. Sauf s’il y a abus du droit d’usage. Cependant, la loi 26 mai 2004, dans son article 16, supprime cette éventualité

#### Nom des parents
D’après l'article 57 du Code civil, l’enfant acquiert un nom de famille à sa naissance, celui de son père ou de sa mère, mais peut user du nom de l’autre parent comme nom d'usage. Cependant, le nom d’usage ne se transmet pas aux descendants. Cette règle est applicable aux enfants légitimes.
« Toute personne peut utiliser un double-nom composé de son propre nom de naissance et du nom de l'autre parent. Il suffit que l'acte de naissance fasse apparaître la double filiation (indication du nom des deux parents). Ce nom sera un nom d'usage. Il doit être utilisé par les administrations ».

## Les prénoms
Il est indispensable que toute personne ait au moins un prénom. L’utilité du prénom est tout d’abord de distinguer entre eux les membres d’une même famille. Le prénom présente une autre utilité : il permet d’atténuer les inconvénients de l’homonymie. Dans ce deuxième cas de figure, le prénom ne sera pas toujours suffisant, en effet, il se peut que deux personnes portent le même nom et le même prénom. C’est pour cela que les parents peuvent donner plusieurs prénoms à leurs enfants. Ceci est tout à fait recommandé en cas de nom de famille courant.

### Le choix des prénoms
Jusqu'au début du XXe siècle, il est revenu principalement au parrain et la marraine le droit informel de transmettre leur propre nom de baptême à leur nièce ou filleul, puis de le choisir. Ce prénom pouvait également être transmis par le « chef de maison ». Durant tout le XIXe siècle, ces personnes perdent leur privilège, au profit des parents qui attribuent les prénoms « selon des règles assez différentes (transmission de père en fils, choix négocié au sein du couple, stratégie de distinction, identification à une appartenance régionale...) ».
Les prénoms doivent être mentionnés dans le bon ordre. La loi du 8 janvier 1993 a modifié la loi du 11 germinal an XI.
Autrefois, le choix des prénoms n’était pas libre mais réglementé.
Lorsque le prénom choisi ne correspondait pas à une liste (calendriers…), l’officier d’état civil devait refuser d’enregistrer ce prénom. Cette réglementation posait un problème. Il appartenait au maire d’enregistrer ou non les prénoms et certains maires étaient moins contentieux que les autres[Quoi ?].
La loi du 8 janvier 1993 inverse le principe : la liberté dans le choix des prénoms. La nouvelle réglementation est incorporée à l’article 57 du Code civil français : « l’officier d’état-civil doit enregistrer les prénoms qui lui sont donnés quels qu’ils soient. » Toutefois, le législateur a voulu éviter que certains parents affublent leurs enfants de prénoms difficiles à porter.
En effet, s’il semble à l’officier que le prénom est contraire à l’intérêt de l’enfant, il doit l’enregistrer quand même mais aviser le procureur de la République. Ce dernier peut alors saisir le juge aux affaires familiales qui statuera.

## Le pseudonyme
Le pseudonyme est un mode de désignation librement choisi par une personne dans l’exercice d’une activité particulière pour masquer sa véritable identité. En quelque sorte, il s’agit d’un faux nom choisi par la personne elle-même. En effet, le pseudonyme est utilisé essentiellement dans les activités littéraires ou artistiques. Il est interdit par exemple d’exercer sous un pseudonyme une activité médicale. Une personne peut changer librement de pseudonyme, voire en utiliser plusieurs en même temps.

## Du nom à la marque
Le droit au nom comporte deux facettes : c’est tout d’abord la possibilité d’user de son nom mais c’est également la possibilité de le protéger contre les activités des tiers (art. L711-4 du Code de la propriété intellectuelle, qui interdit l'adoption comme marque d'un signe qui porte atteinte « au droit de la personnalité d'un tiers, notamment à son nom patronymique, à son pseudonyme ou à son image »). Pour les personnes célèbres, le nom tend à être considéré comme un bien frugifère, c'est-à-dire qui rapporte, et bénéficie donc d'une protection spécifique.

Lors de l'arrêt Bordas (12 mars 1985), la Cour de cassation a jugé que : 
« Le principe de l'inaliénabilité et de l'imprescriptibilité du nom patronymique, qui empêche son titulaire d'en disposer librement pour identifier une autre personne physique, ne s'oppose pas à la conclusion d'un accord portant sur l'utilisation de ce nom comme dénomination sociale ou comme nom commercial.  »
Autrement dit, le nom patronymique peut devenir un « signe distinctif qui s'est détaché de la personne physique qui le porte pour s'appliquer à la personne morale qu'il distingue, et devenir ainsi objet de propriété incorporelle ». On peut donc utiliser un nom comme marque, usage toutefois limité : voir, entre autres, Milka contre Kraft Foods, et surtout l'arrêt Ducasse de 2003, au cours duquel la Cour de cassation a jugé que, si le nom peut devenir un élément du fonds de commerce de la personne morale en tant que nom commercial, enseigne ou marque, l'usage d'un nom patronymique notoire (au niveau national) par une société est limité à celui seul autorisé par la personne. L'arrêt Ducasse a été considéré comme consacrant « l'entrée, sur la scène juridique, des droits patrimoniaux de la personnalité », laquelle était déjà avancée aux États-Unis avec les droits de la personnalité (en anglais : right of publicity ou personality rights).
Dans le cas des éditions Bordas, la renommée du nom Bordas ayant été acquise via l'activité de l'entreprise, celle-ci détient les droits d'utilisation commerciale de celui-ci ; tandis que dans le cas Ducasse, la renommée du nom provient de l'activité du cuisinier, antérieure à celle de la société, et Alain Ducasse conserve donc un droit d'utilisation commerciale sur ce nom.